# 경전선
경전선(慶全線)은 경상남도 밀양시 경부선 삼랑진역과 광주광역시 광산구 호남선 광주송정역을 잇는 한국철도공사의 간선철도 노선이다.
이 노선은 마산선, 진주선, 광주선이 통합된 철도 노선으로 경상도, 전라도를 연결한 철도라는 뜻에서 두 도의 첫 글자를 따서 경전선이라고 하였다.
2003년부터 경전선 개량과 복선전철 사업이 시작되었으며, 2010년 12월 15일에 삼랑진 ~ 마산 구간이 복선전철화 개통하였으며, 2012년 12월 5일에 마산 ~ 진주 구간 복선전철화가 개통되었고, 2016년 7월 14일에는 진주 ~ 광양 간 복선 비전철화가 개통된데 이어 전철화도 2023년 6월 22일에 완료되었다. 2023년 9월 1일 SRT의 운행 노선 확대에 따라 SRT의 운행이 시작되었으며 통행방향은 어디서든 좌측통행이다.

## 역사

### 광복 이전

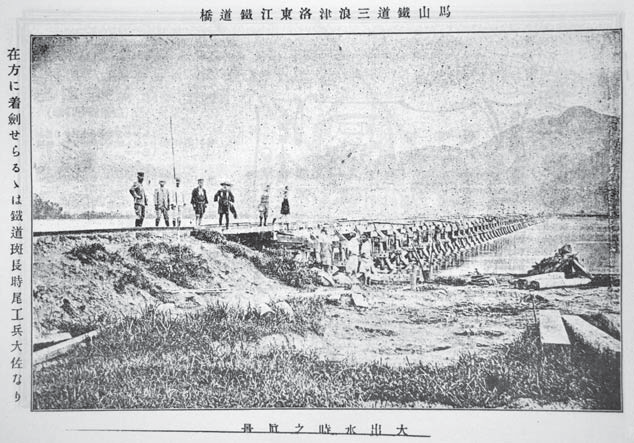
낙동강철교 건설 장면 (1905년)

- 1902년: 영남지선철도회사에서 삼마철도 (삼랑진 - 마산포) 부설권을 확보
- 1904년 1월 3일: 영남지선철도회사 마산선 삼랑진 - 마산포 공사 착수.
- 1904년 3월 12일: 마산선 노반공사 착공.
- 1904년 10월: 일제, 마산선을 군용철도로 부설 착수.
- 1905년 5월 13일: 진영역 개업.
- 1905년 5월 25일: 마산선 낙동강교(목교) 준공.
- 1905년 10월 21일: 마산선 마산포 - 삼랑진 간 직통 운행 개시.[2]
- 1905년 10월: 마산선 전 구간 개통.
- 1906년 12월 12일: 낙동강역 개업.
- 1910년 7월 1일: 구마산역 개업.[3]
- 1918년 7월 13일: 남조선철도주식회사[내용주 1] 송정리(현 광주송정) - 마산포 및 원촌 - 전주 구간 철도부설 허가.
- 1918년 11월 16일: 한림정역 개업.
- 1921년 4월 13일: 남조선철도주식회사 전남선 송정리 - 광주 구간 착공.
- 1922년 1월: 남조선철도주식회사 전남선 광주 - 담양 구간 착공.
- 1922년 6월: 남조선철도주식회사 경남선 마산 - 군북 구간 착공.
- 1922년 7월 1일: 전남선 송정리 - 광주 구간 개통.
- 1922년 10월 16일: 덕산역 개업.
- 1922년 12월 1일: 전남선 광주 - 담양 구간 개통.
- 1923년 7월: 남조선철도주식회사 경남선 군북 - 진주 구간 착공.
- 1923년 12월 1일: 경남선 일부 구간 마산 - 군북 개통.
- 1925년 6월 15일: 경남선 군북 - 진주 구간 완공으로 경남선 전 구간 개통.
- 1927년 6월 1일: 신음역 폐역.
- 1928년 1월 1일: 조선철도 전남선 송정리 - 담양간이 조선국유철도 12년계획에 의해 국철에 매수되고, 광주선으로 개칭.
- 1928년 7월: 조선국유철도 12년계획에 의해 담양 - 전주 구간 부설허가 상실
- 1929년 2월 26일: 남조선철도[내용주 2] 광려선 광주 - 보성 - 여수항 간 철도 착공.
- 1930년 12월 25일: 광려선 전 구간 개통, 전남광주역 ~ 여수항역간 영업 개시.[4]
- 1931년 4월 1일: 경남선 마산 - 진주 구간이 조선국유철도 12년계획에 의해 국철에 매수되고 마산선과 통합되어 삼랑진 - 진주 구간이 경전남부선으로 개칭.
- 1931년 6월 15일: 도림역, 춘양역 개업.
- 1932년 11월 1일: 수덕역, 구룡역, 예당역, 광곡역, 입교역, 만수역, 앵남역 개업.[5]
- 1933년 3월 1일: 벽도역 개업.[6]
- 1936년 3월 1일: 광려선이 국철에 매수되고, 송정리 - 여수항 구간을 송려선으로 개칭.
- 1936년 12월 16일: 경전북부선 전구간 개통으로 인해 순천 - 송정리구간이 경전서부선, 순천 - 여수구간이 전라선으로 개칭.
- 1938년 4월 1일: 신광주역을 남광주역으로 개칭.[7]
- 1939년 12월 29일: 광주선 담양 - 금지간 철도 착공.
- 1944년 6월 15일: 산인역, 원북역, 이천역, 수덕역, 구룡역, 광곡역, 입교역, 춘양역, 만수역, 앵남역, 벽도역, 운암역 폐역.[8]
- 1944년 10월 31일: 광주선 광주 - 담양 구간이 전쟁물자 공출로 인해 폐선.

### 해방이후 비전철 시대

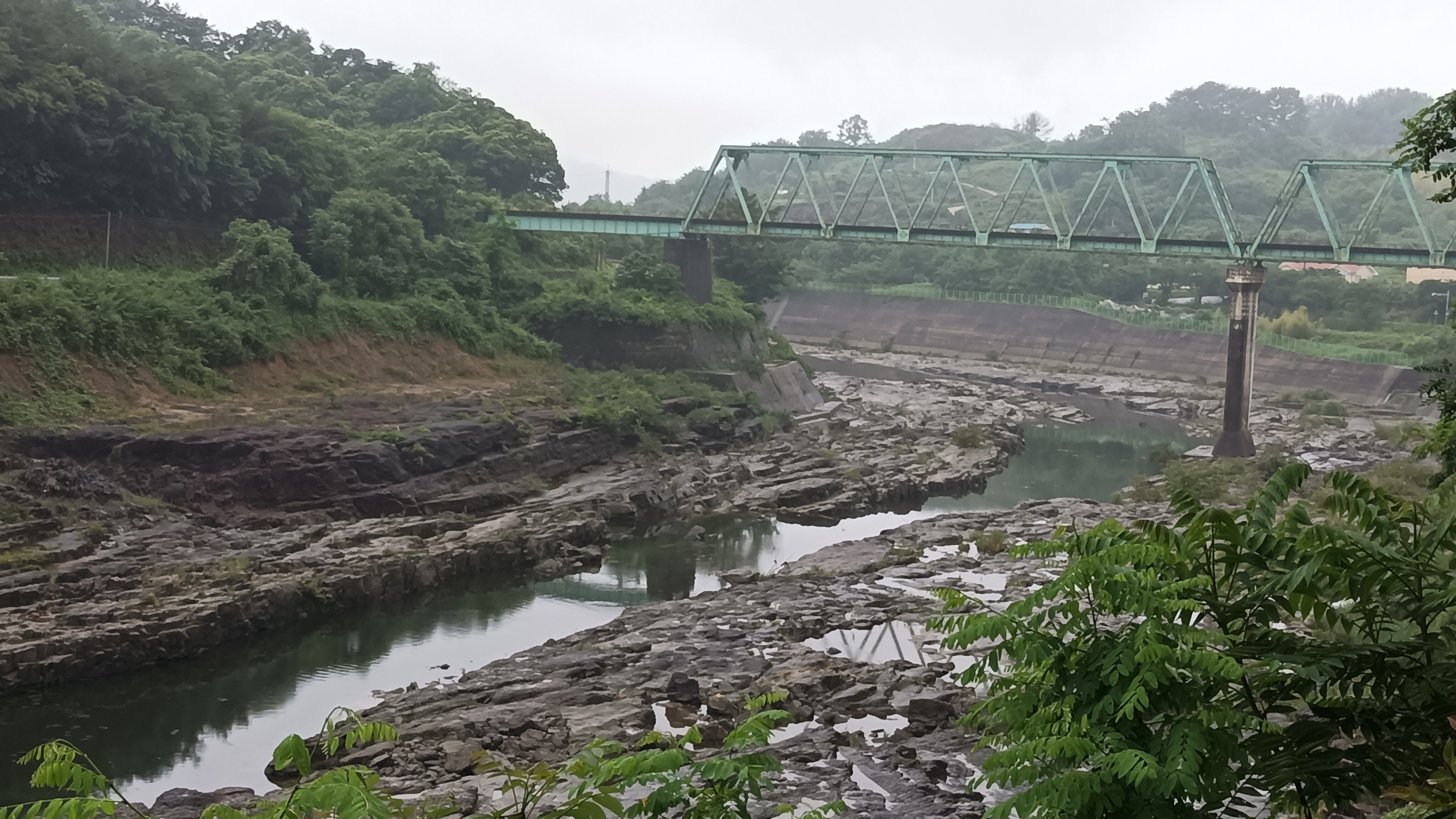
진주시 내동면 유수리, 가화천과 진주 유수리 백악기 화석 산지 위를 지나는 구 경전선의 철교

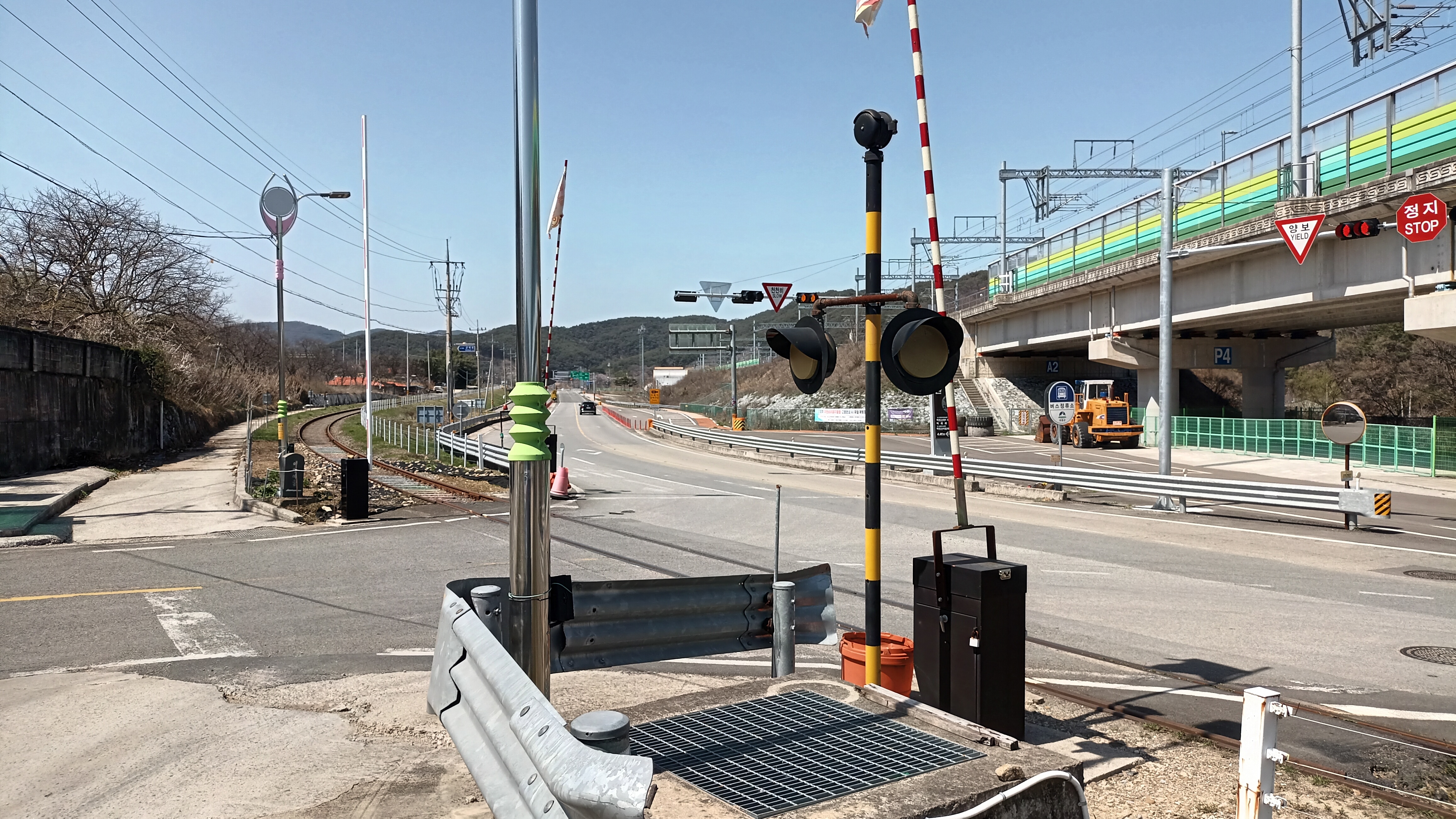
북천역 부근의 구 경전선과 신 경전선

- 1950년 4월 1일: 진성역 재개업.
- 1950년 5월 15일: 구룡역 개업.
- 1953년 12월 25일: 춘양역 재개업.
- 1955년 7월 1일: 춘양역을 석정리역으로 개칭.
- 1955년 9월 1일: 경전남부선을 진주선, 경전서부선을 광주선으로 개칭.[9]
- 1956년 6월 11일: 앵남역 재개업.
- 1956년 9월 19일: 입교역 재개업.[10]
- 1957년 2월 11일 : 원북역 재개업.[11]
- 1958년 5월 21일 수덕역 재개업.[12]
- 1959년 7월 15일: 광곡역 개업.
- 1962년 12월 22일: 낙동강 - 한림정 구간 중간교량에 낙동강 철교 개통.
- 1964년 4월 28일: 경전선 (진주 - 순천간 80km) 건설 공사 착수.
- 1965년 7월 1일: 만수역 재개업.[13]
- 1965년 7월 3일: 광주선 지선 광주 - 금지 구간 착공, 이후 광주 - 담양 구간을 운영하였으나 적자로 인해 담양 - 금지 구간 공사 중단.
- 1967년 2월 9일: 순천 ∼ 광양 구간 개통.[14]
- 1967년 2월 22일: 진주 ∼ 유수 구간 개통.[15]
- 1968년 2월 7일: 유수 ∼ 광양 개통. 진주선, 광주선을 경전선에 편입하여 삼랑진 ∼ 송정리 구간이 경전선으로 명명.[16]
- 1974년 12월 6일: 수덕역 폐역.[17]
- 1977년 12월 15일: 마산역 이설.[18]
- 1980년 5월 21일: 5.18 광주민주화운동 사태에 따른 봉쇄로 광주송정 - 순천 구간 운행중지.
- 1980년 5월 31일: 경전선 전 구간 정상 운행.
- 1981년 3월 2일: 서울 - 광주경유 - 순천간 특급열차 운행개시
- 1984년 3월 1일 : 내동역 폐역.
- 1988년 5월 21일: 조성리역을 조성역으로 개칭.
- 1993년 3월 1일: 부산 - 마산간 무궁화호 신설 운행 개시
- 1993년 7월 15일: 부산 - 목포간 통일호 열차 1회 왕복 증설
- 1994년 3월 31일: 열차전면개편에 맞춰 서울 - 광주 경유 - 순천 무궁화호 열차 승격 운행개시
- 1996년 10월: 경전선 복선 전철화 사업 추진 개시.[19]
- 1997년 6월 1일: 낙동강역, 평촌역, 원창역 3개역을 배치간이역으로 격하[20]
- 2000년 8월 10일: 효천 ~ 송정리 구간의 철도를 이설. 서광주역이 신설되고 효천 ∼ 광주 구간이 폐지. 동송정 ∼ 광주 구간은 광주선으로 분리 독립.
- 2001년 9월 6일 - 호남선 익산 ~ 광주간 전철화 공사로 인한 광주선 전철화 착공으로, 북송정삼각선 - 광주선분기 2.1km의 구간 전철화 착공
- 2002년 12월 20일: 평화역 폐역.
- 2003년 12월: 낙동강 ~ 마산 복선 전철화 착공
- 2004년 2월 2일: 4월 1일 KTX의 개통에 대비하여 경부선의 교통량을 분산시키기 위해, 이 노선을 운행하는 부산 왕복 무궁화호와 부산진 왕복 통일호를 모두 부전 왕복 열차로 경로를 변경.
- 2004년 3월 24일: 호남선 복선 전철화 준공으로 북송정삼각선 - 광주선분기 2.1km 구간 단선전철화
- 2004년 4월 1일: 통일호 등급 폐지로 해당 열차를 모두 무궁화호로 승격하거나 통근열차로 변경, 영,호남 부전 - 목포 무궁화호 야간열차 폐지 북송정분기 - 광주선분기 0.8km구간 KTX 개통
- 2004년 10월 8일: 순천 ~ 광양 10.7km 구간 복선전철화 공사 착공[21]
- 2004년 12월 10일: 낙동강역, 평촌역, 진상역, 원창역 4개역을 무배치간이역으로 격하[22]
- 2006년 3월 1일: 철도파업에 따른 송정리 - 순천간 경전선 모든 무궁화호 전 열차와 통근열차 일부열차 운행 중지.
- 2006년 3월 6일: 경전선 무궁화호 통근열차 모두 정상운행
- 2006년 11월 1일: 목포 및 광주 ~ 부전간 직통 열차 폐지, 열차 운행 체계를 목포 ~ 순천과 순천 ~ 부전으로 개편. 광주역 착발 경전선 열차 폐지, 통근열차 폐지.
- 2007년 6월 1일: 서울 ~ 진주 간 새마을호, 무궁화호 (동대구 경유), 용산 ~ 진주 (순천 경유) 노선 폐지. 1왕복은 서울 ~ 동대구 ~ 순천 무궁화호 운행.
- 2007년 10월 19일: 진주수목원임시승강장 개업.
- 2008년 1월 1일: 목포 ~ 부전간 직통 열차 부활, 도림역, 입교역, 만수역, 앵남역 폐역.
- 2009년 4월 1일: 송정리역을 광주송정역으로 개칭.
- 2009년 12월 17일: 순천역 신역사 준공과 함께 이전.
- 2010년 7월 5일: 목포 ~ 부전간 직통 열차 재차 폐지. 전라남도 구간의 경전선 열차 시종착역을 목포역에서 광주송정역으로 변경, 광주역 착발 경전선 열차 부활 (왕복 1회 운행). 서울 ~ 동대구 ~ 순천, 용산 ~ 서광주 ~ 여수 열차를 제외한 모든 경전선 열차를 RDC (CDC 무궁화 개조동차)로 변경.
- 2010년 8월 9일: 목포 ~ 부전간 직통 열차 왕복 1회 부활.
- 2010년 10월 21일: 창원역 신축 역사 준공 및 이전
- 2010년 11월 30일: 진례역 개업[23][24].

### 고속철도 시대
- 2010년 12월 15일: 경전선 복선 전철화 낙동강 - 진례 - 창원중앙 - 마산간 개통 (미전선 낙동강 - 미전간 포함), 낙동강 - 삼랑진간 경전선 단선유지전철화로 개통, 마산역까지의 구간의 KTX 운행 개시.
- 2011년 5월 18일: 용강신호소 개업.
- 2011년 5월 25일: 광양역 광양읍 도월리 이전, 평화신호장 재개업
- 2012년 10월 23일: 마산 - 진주 구간 신선 이설 (비전철)
- 2012년 12월 5일: 경전선 복선 전철화 마산 - 진주, 진주역까지의 구간의 KTX 운행 개시
- 2012년 12월 23일: 경전선 복선 전철화 마산 - 진주, 진주역까지의 구간의 새마을호 운행 개시
- 2014년 6월 1일: 서울 - 진주 새마을호가 ITX-새마을로 대체 운행
- 2014년 8월 17일: 순천 - 진영행 무궁화 1922열차 이날 운행을 끝으로 폐지
- 2015년 4월 2일: 함안역 KTX 운행 폐지
- 2015년 9월 30일: 순천 ~ 광양 10.7km 구간 복선전철화 공사 준공[21]
- 2016년 7월 14일: 진주 ~ 광양 구간 복선신선 이설 (비전철)[25], 유수역, 다솔사역, 양보역, 옥곡역, 골약역이 폐지되고, 북천역, 횡천역, 하동역, 진상역이 이설되었다.
- 2019년 4월 17일: 철도 노선번호 변경에 따라 307로 변경[26]
- 2023년 6월 23일: 진주 ~ 광양 전철화 개통
- 2023년 7월 15일: 집중호우로 철로에 토사가 유입되거나 선로 손상으로 모든 열차가 운행중지
- 2023년 9월 1일: 진영~진주 구간 SRT 운행 개시
- 2025년 8월: 목포보성선 개통에 맞춰 미력신호소 개업 예정.

## 역 목록
- K : KTX
- S : SRT
- I : ITX-새마을
- 무 : 무궁화호
- ●: 전 열차 정차, ▲: 일부 열차 정차, ｜: 미정차

| ↑ 경부선 원동역 방면 |                  |          |                |                |                |    |      |       |                              |            |        |        |
| 삼랑진               | Samnangjin       | 三浪津   | ｜             | ｜             | ｜             | ●  | 0.0  | 0.0   | 경부선                       | 경상남도   | 밀양시 |        |
| 낙동강               | Nakdonggang      | 洛東江   | ｜             | ｜             | ｜             | ｜ | 1.7  | 1.7   | 미전선                       | 경상남도   | 밀양시 | 무인역 |
| 한림정               | Hallimjeong      | 翰林亭   | ｜             | ｜             | ｜             | ▲  | 8.1  | 9.8   |                              | 경상남도   | 김해시 |        |
| 진영                 | Jinyeong         | 進永     | ▲              | ●              | ●              | ●  | 4.3  | 14.1  |                              | 경상남도   | 김해시 |        |
| 진례                 | Jillye           | 進禮     | ｜             | ｜             | ｜             | ▲  | 3.9  | 18.0  | 부산신항선                   | 경상남도   | 김해시 |        |
| 창원중앙             | Changwonjungang  | 昌原中央 | ▲              | ●              | ●              | ●  | 10.2 | 28.2  | 부전-마산간 복선전철         | 경상남도   | 창원시 |        |
| 용강                 | Yonggang         | 龍岡     | ｜             | ｜             | ｜             | ｜ | 7.0  | 35.2  | 덕산선                       | 경상남도   | 창원시 | 신호소 |
| 창원                 | Changwon         | 昌原     | ▲              | ●              | ●              | ●  | 3.3  | 38.5  | 진해선 덕산선                | 경상남도   | 창원시 |        |
| 마산                 | Masan            | 馬山     | ●              | ●              | ●              | ●  | 3.6  | 42.1  | 마산항제1부두선              | 경상남도   | 창원시 |        |
| 중리                 | Jung-ri          | 中里     | ｜             | ｜             | ｜             | ●  | 6.6  | 48.7  |                              | 경상남도   | 창원시 |        |
| 함안                 | Haman            | 咸安     | ｜             | ｜             | ●              | ●  | 8.9  | 57.6  |                              | 경상남도   | 함안군 |        |
| 군북                 | Gunbuk           | 郡北     | ｜             | ｜             | ｜             | ●  | 7.0  | 64.6  |                              | 경상남도   | 함안군 |        |
| 반성                 | Banseong         | 班城     | ｜             | ｜             | ｜             | ●  | 13.5 | 78.1  |                              | 경상남도   | 진주시 |        |
| 진주                 | Jinju            | 晉州     | ●              | ●              | ●              | ●  | 13.3 | 91.4  |                              | 경상남도   | 진주시 |        |
| 완사                 | Wansa            | 浣紗     | 미 운 행 구 간 | 미 운 행 구 간 | 미 운 행 구 간 | ▲  | 13.1 | 104.5 |                              | 경상남도   | 사천시 | 무인역 |
| 북천                 | Bukcheon         | 北川     | 미 운 행 구 간 | 미 운 행 구 간 | 미 운 행 구 간 | ●  | 9.4  | 113.9 |                              | 경상남도   | 하동군 |        |
| 횡천                 | Hoengcheon       | 橫川     | 미 운 행 구 간 | 미 운 행 구 간 | 미 운 행 구 간 | ▲  | 8.1  | 122.0 |                              | 경상남도   | 하동군 | 무인역 |
| 하동                 | Hadong           | 河東     | 미 운 행 구 간 | 미 운 행 구 간 | 미 운 행 구 간 | ●  | 5.4  | 127.4 |                              | 경상남도   | 하동군 |        |
| 진상                 | Jinsang          | 津上     | 미 운 행 구 간 | 미 운 행 구 간 | 미 운 행 구 간 | ▲  | 6.8  | 134.2 |                              | 전라남도   | 광양시 | 무인역 |
| 광양                 | Gwangyang        | 光陽     | 미 운 행 구 간 | 미 운 행 구 간 | 미 운 행 구 간 | ●  | 14.3 | 148.5 | 광양제철선                   | 전라남도   | 광양시 |        |
| 평화                 | Pyeonghwa        | 平和     | 미 운 행 구 간 | 미 운 행 구 간 | 미 운 행 구 간 | ｜ | 3.7  | 152.2 | 전경삼각선                   | 전라남도   | 순천시 | 신호장 |
| 순천                 | Suncheon         | 順天     | ●              | ●              | ●              | ●  | 4.3  | 156.5 | 전라선                       | 전라남도   | 순천시 |        |
| 원창                 | Wonchang         | 元倉     | 미 운 행 구 간 | 미 운 행 구 간 | 미 운 행 구 간 | ｜ | 11.8 | 168.3 |                              | 전라남도   | 순천시 | 무인역 |
| 구룡                 | Guryong          | 九龍     | 미 운 행 구 간 | 미 운 행 구 간 | 미 운 행 구 간 | ｜ | 4.7  | 173.0 |                              | 전라남도   | 순천시 | 무인역 |
| 벌교                 | Beolgyo          | 筏橋     | 미 운 행 구 간 | 미 운 행 구 간 | 미 운 행 구 간 | ●  | 6.9  | 179.9 |                              | 전라남도   | 보성군 |        |
| 조성                 | Joseong          | 鳥城     | 미 운 행 구 간 | 미 운 행 구 간 | 미 운 행 구 간 | ●  | 10.7 | 190.6 |                              | 전라남도   | 보성군 |        |
| 예당                 | Yedang           | 禮堂     | 미 운 행 구 간 | 미 운 행 구 간 | 미 운 행 구 간 | ●  | 5.3  | 195.9 |                              | 전라남도   | 보성군 |        |
| 득량                 | Deungnyang       | 得粮     | 미 운 행 구 간 | 미 운 행 구 간 | 미 운 행 구 간 | ●  | 4.3  | 200.2 |                              | 전라남도   | 보성군 |        |
| 미력                 | Miryeok          | 彌力     | 미 운 행 구 간 | 미 운 행 구 간 | 미 운 행 구 간 | ｜ | 6.9  | 207.1 | 목포보성선                   | 전라남도   | 보성군 |        |
| 보성                 | Boseong          | 寶城     | 미 운 행 구 간 | 미 운 행 구 간 | 미 운 행 구 간 | ●  | 2.2  | 209.3 |                              | 전라남도   | 보성군 |        |
| 광곡                 | Gwanggok         | 廣谷     | 미 운 행 구 간 | 미 운 행 구 간 | 미 운 행 구 간 | ｜ | 4.9  | 214.2 |                              | 전라남도   | 보성군 | 무인역 |
| 명봉                 | Myeongbong       | 鳴鳳     | 미 운 행 구 간 | 미 운 행 구 간 | 미 운 행 구 간 | ▲  | 3.9  | 218.1 |                              | 전라남도   | 보성군 | 무인역 |
| 이양                 | Iyang            | 梨陽     | 미 운 행 구 간 | 미 운 행 구 간 | 미 운 행 구 간 | ●  | 12.8 | 230.9 |                              | 전라남도   | 화순군 | 무인역 |
| 능주                 | Neungju          | 綾州     | 미 운 행 구 간 | 미 운 행 구 간 | 미 운 행 구 간 | ●  | 12.2 | 243.1 |                              | 전라남도   | 화순군 |        |
| 화순                 | Hwasun           | 和順     | 미 운 행 구 간 | 미 운 행 구 간 | 미 운 행 구 간 | ●  | 8.9  | 252.0 |                              | 전라남도   | 화순군 |        |
| 남평                 | Nampyeong        | 南平     | 미 운 행 구 간 | 미 운 행 구 간 | 미 운 행 구 간 | ｜ | 9.2  | 261.2 |                              | 전라남도   | 나주시 | 무인역 |
| 효천                 | Hyocheon         | 孝泉     | 미 운 행 구 간 | 미 운 행 구 간 | 미 운 행 구 간 | ●  | 5.4  | 266.6 |                              | 광주광역시 | 남구   |        |
| 서광주               | Seogwangju       | 西光州   | 미 운 행 구 간 | 미 운 행 구 간 | 미 운 행 구 간 | ●  | 4.1  | 270.7 |                              | 광주광역시 | 서구   |        |
| 동송정               | Dongsongjeong    | 東松汀   | 미 운 행 구 간 | 미 운 행 구 간 | 미 운 행 구 간 | ｜ | 4.3  | 275.0 |                              | 광주광역시 | 광산구 | 신호장 |
| (광주선분기)         |                  |          | 미 운 행 구 간 | 미 운 행 구 간 | 미 운 행 구 간 | ｜ | 0.6  | 275.6 | 광주선                       | 광주광역시 | 광산구 |        |
| (북송정분기)         |                  |          | 미 운 행 구 간 | 미 운 행 구 간 | 미 운 행 구 간 | ｜ | 0.8  | 276.4 | (송정삼각선)                 | 광주광역시 | 광산구 | 신호소 |
| 광주송정             | Gwangjusongjeong | 光州松汀 | ●              | ●              | ●              | ●  | 1.3  | 277.7 | 호남선 ● 광주 도시철도 1호선 | 광주광역시 | 광산구 |        |
| ↓ 호남선 노안역 방면 |                  |          |                |                |                |    |      |       |                              |            |        |        |

## 지선 노선
경전선에는 총 10개의 지선 철도가 있다.
| 번호  | 노선 명칭  | 기점       | 종점       | 연장(km) | 비고 |
| ----- | ---------- | ---------- | ---------- | -------- | ---- |
| 30701 | 진해선     | 창원역     | 통해역     | 21.2     |      |
| 30702 | 광양제철선 | 광양역     | 태금역     | 18.6     |      |
| 30703 | 광양항선   | 황길역     | 광양항역   | 2.7      |      |
| 30704 | 광주선     | (동송정역) | 광주역     | 11.9     |      |
| 30705 | 신광양항선 | 초남역     | 신광양항역 | 6.2      |      |
| 30706 | 부산신항선 | 진례역     | 부산신항역 | 21.3     |      |
| 30707 | 덕산선     | 창원역     | 덕산역     | 8.2      |      |
| 30708 | 전경삼각선 | 평화역     | 성산역     | 3.0      |      |
| 30709 | 신항북선   | 부산신항역 | 북철송장역 | 5.8      |      |
| 30710 | 신항남선   | 부산신항역 | 남철송장역 | 7.7      |      |

### 진해선
진해선은 창원역과 통해역을 연결하는 철도 노선이다. 국토교통부의 한국철도영업거리표 상 노선 번호는 30701이다. 2015년 2월 1일 정기 여객 열차의 운행이 중지되었다.

### 광양제철선
광양제철선은 광양역과 태금역을 연결하는 철도 노선이다. 광양제철소까지 이어지며, 국토교통부의 한국철도영업거리표 상 노선 번호는 30702이다.

### 광양항선
광양항선은 광양제철선의 황길역과 광양항역을 연결하는 철도 노선이다. 광양항으로 이어지는 화물선이며, 국토교통부의 한국철도영업거리표 상 노선 번호는 30703이다.

### 신광양항선
신광양항선은 광양제철선의 초남역과 신광양항역을 연결하는 철도 노선이다. 광양항선의 수송량 분담을 위하여 건설되었다. 국토교통부의 한국철도영업거리표 상 노선 번호는 30705이다.

### 부산신항선
부산신항선은 진례역과 부산신항역을 연결하는 철도 노선이다. 부산신항으로 이어지는 화물선이며, 국토교통부의 한국철도영업거리표 상 노선 번호는 30706이다.

### 덕산선
덕산선은 창원역과 덕산역을 연결하는 철도 노선이다. 본래 경전선 본선의 일부였으며, 2010년 12월 15일 창원역 ~ 낙동강역 구간이 이설되면서 덕산역의 군용화물 취급을 위해 존치시킨 철도 구간이다. 국토교통부의 한국철도영업거리표 상 노선 번호는 30707이다.

### 전경삼각선
전경삼각선은 평화역과 성산역을 연결하는 철도 노선이다. 국토교통부의 한국철도영업거리표 상 노선 번호는 30708이다.

### 신항북선
신항북선은 2013년 3월 14일 부산신항선 내에 개통된 부산신항선의 지선이다. 국토교통부의 한국철도영업거리표 상 노선 번호는 30709이다.

### 신항남선
신항남선은 본래 부산신항선의 일부였으며, 신항북선이 개통되면서 분리된 철도 노선이다. 국토교통부의 한국철도영업거리표 상 노선 번호는 30710이다.

## 터널 목록
| 터널 이름    | 소재지 | 길이     | 준공년도 | 비고      |
| 삼랑터널     |        | 455m     | 2009년   |           |
| 낙동터널     |        | 150m     | 2009년   |           |
| 생림터널     |        | 695m     | 2009년   |           |
| 마사터널     |        | 1,118m   | 2009년   |           |
| 진영터널     |        | 1,826m   | 2010년   |           |
| 진례터널     |        | 3,712m   | 2010년   |           |
| 봉림터널     |        | 3,692m   | 2010년   |           |
| 신풍터널     |        | 1,317.2m | 2010년   |           |
| 소수터널     |        | 320m     | 2010년   |           |
| 석전터널     |        | 4,405m   | 2012년   |           |
| 용담터널     |        | 7,080m   | 2012년   | 최장 터널 |
| 득성터널     |        | 63m      | 2012년   |           |
| 광정터널     |        | 1,794m   | 2012년   |           |
| 새터1터널    |        | 167m     | 2012년   |           |
| 새터2터널    |        | 120m     | 2012년   |           |
| 춘곡터널     |        | 420m     | 2012년   |           |
| 덕대1터널    |        | 671m     | 2012년   |           |
| 덕대2터널    |        | 85m      | 2012년   |           |
| 구시터널     |        | 124m     | 2012년   |           |
| 원북1터널    |        | 67m      | 2012년   |           |
| 원북2터널    |        | 77m      | 2012년   |           |
| 원북3터널    |        | 90m      | 2012년   |           |
| 원북4터널    |        | 1,365m   | 2012년   |           |
| 화광터널     |        | 383m     | 2012년   |           |
| 부계터널     |        | 280m     | 2012년   |           |
| 계동터널     |        | 181m     | 2012년   |           |
| 가선터널     |        | 1,539m   | 2012년   |           |
| 진성터널     |        | 1,855m   | 2012년   |           |
| 문산터널     |        | 4,787m   | 2012년   |           |
| 삼곡터널     |        | 509m     | 2012년   |           |
| 옥산1터널    |        | 402m     | 2012년   |           |
| 옥산2터널    |        | 425m     | 2012년   |           |
| 옥산3터널    |        | 900m     | 2012년   |           |
| 개양터널     |        | 360m     | 2012년   |           |
| 주개터널     |        | 115m     | 2012년   |           |
| 신율터널     |        | 330m     | 2012년   |           |
| 내동터널     |        | 1,045m   | 2012년   |           |
| 산강1터널    |        | 1,030m   | 2016년   |           |
| 산강2터널    |        | 480m     | 2016년   |           |
| 배양터널     |        | 725m     | 2016년   |           |
| 태봉터널     |        | 1,155m   | 2016년   |           |
| 솔티터널     |        | 409m     | 2016년   |           |
| 신기터널     |        | 1,335m   | 2016년   |           |
| 송림터널     |        | 170m     | 2016년   |           |
| 박심1터널    |        | 170m     | 2016년   |           |
| 박심2터널    |        | 100m     | 2016년   |           |
| 박심3터널    |        | 110m     | 2016년   |           |
| 원전1터널    |        | 500m     | 2016년   |           |
| 원전2터널    |        | 435m     | 2016년   |           |
| 채봉터널     |        | 721m     | 2016년   |           |
| 직전터널     |        | 4,620m   | 2016년   |           |
| 하남터널     |        | 1,960m   | 2016년   |           |
| 두전터널     |        | 102m     | 2016년   |           |
| 징평터널     |        | 585m     | 2016년   |           |
| 진월터널     |        | 2,295m   | 2016년   |           |
| 걸랑터널     |        | 225m     | 2016년   |           |
| 이천1터널    |        | 1,128m   | 2016년   |           |
| 이천2터널    |        | 160m     | 2016년   |           |
| 옥곡1터널    |        | 732m     | 2016년   |           |
| 옥곡2터널    |        | 1,066m   | 2016년   |           |
| 옥곡3터널    |        | 6,412m   | 2016년   |           |
| 광양터널     |        | 1,038m   | 2011년   |           |
| 신풍1터널    |        | 440m     | 2011년   |           |
| 신풍2터널    |        | 111m     | 2011년   |           |
| 대가터널     |        | 443m     | 2011년   |           |
| 담치터널     |        | 242m     | 1930년   | 단선 시점 |
| 미정터널     |        | 660m     | 1930년   |           |
| 안치터널     |        | 610m     | 1930년   |           |
| 예재고치터널 |        | 880m     | 1930년   |           |
| 한치터널     |        | 245m     | 1930년   |           |
| 화방터널     |        | 1,020m   | 2000년   | 단선 종점 |
| ------------ | ------ | -------- | -------- | --------- |

## 경전선 개량사업

### 삼랑진 - 마산 구간
- 2002년 실시설계를 시작으로 본격적인 공사에 들어가서, 진영역은 동남쪽으로 이전했고 덕산역은 창원중앙역으로 업무기능이 대체되었다.
- 완공시기를 2008년으로 잡았으나, 공사가 심하게 지연되어 2010년 12월 15일에 완공되었다.[27]
- 한림정 - 낙동강 사이의 낙동강철교는 개량 이전의 철교보다 서쪽으로 이설되는데, 이 구간은 1962년에 이미 한차례 이설되어(구 철교는 자동차 전용도로로 쓰이고 있다) 새 철교는 3대째의 철교가 된다. 교량 형식은 와렌 트러스(Warren Truss) 방식의 철교로 복선 개량 이전의 철교와 동일한 구조이다. 2009년 9월 29일에 단선형태로 우선적으로 이설되었다.[28]

### 마산 - 진주 구간
- 2006년에는 함안 - 진주 구간을 BTL 사업으로 전환할 것을 발표하여, 2008년에 (주)가야철도가 선정되어 같은 해 3월 19일에 해당 구간의 착공식을 가졌다.
- 2011년 개통 예정이었지만 공사 지연으로 2012년 12월 5일에 개통되어, 함안역과 진주역은 남쪽으로 이전했다. KTX 또한 진주역까지 이 구간을 운행하고 있다.[29]
- 완공 이후에는 기존의 마산 - 진주 구간의 역 수가 13개에서 절반인 마산 - 중리 - 함안 - 군북 - 반성 - 진주의 6개로 크게 줄어들었다.

### 부전 - 마산 구간 신설
- 부산권 광역전철로 현재 시공 중인 태화강-부전 동해선 광역전철과 부전역에서 직결되는 부전-마산 광역전철 사업이 착수된 상태다. 김해국제공항 및 창원·마산과 부산 도심간의 교통망을 확충함과 동시에 부전에서 마산까지 약 40분 정도의 운행시간을 달성하는 것을 목표로 한다. 이미 기본 설계는 완료된 상태이며 개통목표는 원래 2020년이었다가 2020년 3월 18일 부산광역시 사상구 삼락생태공원 내부 부전~마산 복선전철 하저터널 공사장에서 지반침하 사고가 발생해 2년가량 개통 연기가 불가피하다.
- 부전에서 출발하는 경전선 전체 노선을 주행하는 경전선을 간선철도로 삼는 열차 또한 이 노선을 사용할 것이며, 이 경우 현재의 삼랑진역 경유로 약 1시간 30분에 달하는 운행시간은 30분대 내지 40분대 선으로 절반 이상 줄어들 것으로 보인다.
- 정부는 2008년 부전 - 마산구간을 BTL(민간자본완공 후 임대) 방식으로 전환하기로 결정했다. 이 구간의 7개 역사(사상 - 김해공항 - 에코델타시티 - 가락 - 칠산 - 장유 - 신월)에 대한 설계입찰을 2006년 실시한 바 있다. 2009년 민자적격성검토 후 실시설계와 사업자 선정을 거쳐 2012년 착공, 2025년 완공을 목표로 하고 있다. 총사업비는 19,251억 원으로 추산된다.

### 진주 - 광양 구간
- 복선을 먼저 설치한 후 전철화하기로 했다. 기본 및 실시설계 후 2006년 턴키구간 3곳을 우선 착공할 예정이었으나 착공이 연기되어 2009년 예산이 확보됨에 따라 착공했다. 2015년 말 구간 완공, 2016년 7월 14일 개통되었다.
- 기존 역이 반가량 줄어들고, 150km/h로 달릴수 있도록 선형이 직선화된다. 이설되는 역은 하동역, 횡천역, 북천역이고 진상역과 완사역은 기존 역사를 개량하게 된다. 이를 통해 진주역 ~ 순천역 간의 거리가 과거 76.9km에서 현재의 60km 내외로 줄어들었다. 진주역 ~ 광양역 간의 거리가 66.8km -> 51.5km로 단축되었다.
- 복선화한 후 2020년 기준으로 가공전차선을 올리고 있으며, 2023년 6월 22일에 개통되었다.

### 광양 - 순천 구간
- 광양항 개발에 따라서 선로용량을 확장하기 위해 실시했다. 당초 광양역 방향의 구간은 복선 비전철로 하려 했으나 전라선 복선전철화 사업과 연계하여 순천역에서 광양역까지를 함께 복선전철화하는 것으로 변경하였다.
- 2011년 11월 21일에는 복선 비전철화 개통되었고 2012년 6월 21일에 복선전철화 개통되었다.[30]
- 광양역은 현재의 위치에서 남쪽으로 이전되었다. 이밖에 경전선을 잇는 전경삼각선이 생겼으며 폐역되었던 경전선 평화역이 신호장 역할로 부활했다.

### 순천 - 보성 구간
- 순천 - 보성 구간의 단선전철화가 장기 계획으로 잡혀 있었는데, 전철화 확정된 목포-보성 및 순천 이동 구간과 직결 운행을 위해 지역사회에서 우선 전철화 요구를 한 끝에 보성 -광주송정보다 우선적으로 개량 및 전철화하기로 하였다.

### 보성 - 광주송정 구간
- 보성 - 광주송정 구간의 단선전철화가 통과 되었다. 구 나주역에서 분기해 빛가람동 서남쪽을 지나 화순군은 경계만을 스친 뒤 장흥군 장평면을 지나 새 보성역에서 합류한다. 노안역 분기에 빛가람동 북측에 혁신도시 역을 짓고 화순군은 이양역에 정차하는 2018년 예타와는 달라졌다.

### 보성 - 임성리 구간 신설
경전선 보성-임성리 구간은 보성역에서 호남선 임성리역에 이르는 신설 구간이다. 남해선라는
별칭이 있다. 이 구간이 완성되면 장흥, 강진, 해남, 영암에 철도가 들어가며, 경전선이 영남권과 호남권을 이어주게 된다. 당초 단선 비전철로 착공하였으나 2019년에 전철화로 변경되었다.
이 사업으로 새로운 보성역이 보성읍 남쪽 외곽에 건설되며, 기존선과는 보성역 동쪽에서 분기하게 되어 사업이 완료되면 보성역이 광주 방향과 목포 방향 두 개로 나뉘게 된다. 그러다가 광주송정-보성 전철화가 되면 새 보성역만을 사용하게 된다.

## 경전선의 교통량
2023년도 철도통계 연보에 따르면, 경전선을 경유하는 정기열차 운행 빈도는 다음과 같다.(단위: 회/일, 작성기준: 편도, 주중)
| 운행구간        | 선로용량 | 고속열차 | 일반여객 | 컨테이너 | 일반화물 | 운행총계 |
| --------------- | -------- | -------- | -------- | -------- | -------- | -------- |
| 삼랑진 ~ 마산   | 147      | 16       | 13       | 19       | 1        | 49       |
| 마산 ~ 진주     | 180      | 10       | 12       | 2        | 1        | 25       |
| 진주 ~ 광양     | 180      | 0        | 5        | 2        | 1        | 8        |
| 광양 ~ 순천     | 154      | 0        | 5        | 6        | 6        | 17       |
| 순천 ~ 보성     | 39       | 0        | 5        | 0        | 0        | 5        |
| 보성 ~ 화순     | 40       | 0        | 5        | 0        | 0        | 5        |
| 화순 ~ 광주송정 | 42       | 0        | 5        | 0        | 0        | 5        |

현재 삼랑진역 ~ 진주역에 이르는 구간에는 경부선의 지선 역할로 평균 1시간 간격으로 KTX등 다양한 열차가 운행하고 있으나, 나머지 구간은 무궁화호 열차가 하루에 편도 4회 운행하고 있다. 그중 1편성만 부전역 ~ 목포역까지 전구간을 운행하고 나머지 편성은 순천역 기준으로 나누어서 운행한다.

## 같이 보기
- 한국철도공사